# Данилюк Іван Ілліч
Іван Ілліч Данилюк (* 3 грудня 1931, село Рашків, Галичина— † 5 листопада 1988, Донецьк, Україна) — український радянський математик, заслужений діяч науки Української РСР, академік АН УРСР (1988), доктор фізико-математичних наук (1963), професор (1965), перший директор Інституту прикладної математики і механіки НАН України (1965–1974), згодом завідувач відділу рівнянь математичної фізики Інституту прикладної математики і механіки НАН України.

## Життєпис
У 1955 р. закінчив механіко-математичний факультет Львівського університету ім. Івана Франка і вступив до аспірантури Математичного інституту ім. В. А. Стєклова АН СРСР. 
У 1958 р. захистив кандидатську дисертацію й отримав направлення на роботу до теоретичного відділу Інституту гідродинаміки Сибірського відділення АН СРСР. 
У 1963 р. захистив докторську дисертацію, з 1965 р. — професор. У Новосибірську він працював під керівництвом видатних вчених-організаторів академіків І. Н. Векуа та М. О. Лаврентьєва. 
Накопичені знання і досвід були використані ним повною мірою, коли в 1965 р. за дорученням Президії АН УРСР він бере участь у створенні Донецького наукового центру АН УРСР. 
У 1965 р. його обирають членом-кореспондентом АН УРСР, і з цього часу його життя, наукова і громадська діяльність пов'язані з Донбасом. Він був організатором Інституту прикладної математики і механіки АН УРСР і його першим директором з 1965 до 1974 р.
Перші математичні роботи в студентські роки були виконані ним під керівництвом Л. І. Волковиського. Значно вплинуло в ці ж роки на нього спілкування з Я. Б. Лопатинським. Далі наукові інтереси його формувалися в школі теорії узагальнених аналітичних функцій І. Н. Векуа, який був його науковим керівником в аспірантські роки.
Наукова діяльність І. І. Данилюка стосується таких розділів математики, як теорія крайових задач для еліптичних систем з двома аргументами, граничні задачі в класі аналітичних функцій і теорія сингулярних інтегральних рівнянь, нелінійні проблеми математичної фізики з вільними границями.
У галузі диференціальних рівнянь з частковими похідними дослідження І. І. Данилюка присвячені вивченню топологічних властивостей розв'язків залежно від властивостей коефіцієнтів даної системи, доказу існування внутрішніх за Стоїловим відображень, відповідних еліптичних систем рівнянь першого порядку, розробці теорії еліптичних рівнянь на ріманових поверхнях. У зв'язку з цим ним було побудовано ядро Коті в класі аналітичних функцій на скінченній рімановій поверхні, отримано представлення узагальнених аналітичних функцій через голоморфні, виведена узагальнена формула Коші.
Важливі результати були отримані І. І. Данилюком в дослідженні крайових задач з похилою похідною для еліптичних систем першого порядку на площині. Встановлена ним теорема еквівалентності редукує в класі еліптичних систем вказану задачу до іншої, гранична умова якої не містить похідних від шуканих функцій. На цьому шляху вдалося довести якісне дослідження задачі Пуанкаре до відомої повноти, досліджувати спектр задачі, а також розглянути аналогічні крайові задачі для нелінійних систем на площині. Розроблений ним підхід набув подальшого розвитку в роботах інших радянських математиків щодо рівнянь і граничних операторів вищого порядку.
Значний цикл робіт І. І. Данилюк присвятив теорії граничних задач лінійного сполучення в класі аналітичних функцій при досить широких припущеннях на початкові дані. Клас розглянутих граничних контурів — так звані лінії обмеженого обертання (криві Радона), а головні коефіцієнти граничних умов — обмежені функції з деякими додатковими обмеженнями на характер і величину локальних коливань їхніх аргументів. Досліджено також задачу з багатьма невідомими функціями, і побудовано теорію сингулярних інтегральних рівнянь з тим самим ступенем загальності. Підсумком цих досліджень стала монографія «Нерегулярні граничні задачі на площині».
За час роботи в Інституті гідродинаміки СВ АН СРСР І. І. Данилюк провів кілька важливих досліджень з проблем теоретичної гідродинаміки: для осесиметричних векторних потоків було отримано нове їх представлення через аналітичні функції; побудовано узагальнену формулу Коші й узагальнений інтеграл Коші; запропоновано формулу індексу задачі й формули, що зв'язують топологічні характеристики потоків з індексом крайової умови.
І. І. Данилюк розробив теоретико-функціональний метод і метод інтегральних функціоналів зі змінною областю інтегрування, що дозволили вивчити питання існування, гілкування, єдиності розв'язків задач при досить загальних припущеннях на вихідні дані в нелінійних задачах з вільними границями. У присвяченій цим питанням монографії «Про інтегральні функціонали зі змінною областю інтегрування» (англійський переклад з'явився в США в 1976 р.) розглянуто питання чисельного розв'язання задач, подано опис топологічних властивостей множити всіх розв'язків. Надзвичайно плідними виявилися ці методи щодо класичної задачі Стефана теплофізичного походження. Була створена модель квазістаціонарної задачі Стефана, запропонований метод її чисельного розв'язання на основі методу інтегральних функціоналів, доведено розв'язність нелінійної системи Рітца, сформульовано нову задачу про оптимальне управління вільною поверхнею, яка має важливе значення в технологічних процесах. Названі дослідження відзначені премією ім. О. М. Динника АН УРСР.
В останні роки І. І. Данилюк плідно працював над створенням математичних моделей в механіці суцільних середовищ, що приводять до задач з вільною границею (теорія фазових перетворень у бінарних системах, теорія фільтрації дисперсних середовищ). Ці проблеми в його практиці виникли безпосередньо із застосування, проте на якомусь етапі, як істинний математик, він виділяє з цих задач математичне ядро. Так з'явилися його роботи з теорії квазілінійних параболічних рівнянь з кусково-безперервними коефіцієнтами і, нарешті, останні роботи, в яких здійснено якісний аналіз лінійних і нелінійних крайових задач для еліптичних рівнянь з вимірними коефіцієнтами в областях з нерегулярною границею у двовимірному і багатовимірному випадках. Цій проблемі було присвячено і його останній виступ з науковою доповіддю на X Чехословацько-Радянській нараді (вересень, 1988 р.).
Серед наукової спадщини І. І. Данилюка 138 робіт, з них 2 монографії. Його роботи публікувалися в працях міжнародних конгресів математиків, широко відомі за межами України. Він регулярно отримував особисті запрошення на міжнародні конференції.
Педагогічна діяльність І. І. Данилюка пов'язана з Новосибірським та Донецьким університетами, в організації та становленні яких він брав безпосередню участь. Його курси з теорії функцій дійсної змінної, теорії крайових задач, функціонального аналізу були просто блискучими, на них виховані кілька поколінь фахівців. Лекції він читав з великою наснагою, педагогічним тактом і майстерністю. Він умів збудити в слухачів інтерес до навчання і не тільки в галузі математики. Зі своїми учнями він працював, як кажуть, у чотири руки. Під його керівництвом підготовлено 18 кандидатських дисертацій і 1 докторська дисертація.
За великі заслуги в розвитку радянської науки та підготовки наукових кадрів І. І. Данилюк нагороджений орденом «Знак пошани» і медалями.
Іван Ілліч цінував спілкування з математиками, як молодими, так і старшого покоління. Його часто можна було бачити на конференціях як зацікавленого слухача. З його ініціативи в 1980 р. в Донецьку була проведена перша в країні конференція із задач математичної фізики з вільними границями. Він був також одним з організаторів регулярних конференцій з диференціальних рівнянь у часткових похідних в ІПММ АН УРСР, які отримали всесоюзне визнання.
Важливо повторити тезу про спадкоємність у наукових дослідженнях І. І. Данилюка. Його природний талант стимулювався його вчителями. Але цей представник селянської династії сам відшліфував свій розум, свої знання. Він мав енциклопедичні знання в галузі філософії, історії, літератури. Читав в оригіналі «Одіссею» Гомера, напам'ять в оригіналі Ґьоте. Його глибоко цікавила історія людства, сенс його існування.
Меморіальна дошка І. І. Данилюка встановлена на стіні ІПММ АН УРСР, його ім'я носить одна з аудиторій математичного факультету Донецького національного університету.

## Праці
- Повний перелік праць